# Maurice Courant (poète)
Ne doit pas être confondu avec Maurice Courant ou Maurice Courant (peintre).
Maurice Courant est un poète français né le 21 novembre 1919 à Cholet, où il a résidé jusqu’à sa mort le 15 mars 2007.
Ses premiers poèmes ont été publiés dans la revue Points & contrepoints, fondée par René Hener pour défendre une certaine conception de la poésie traditionnelle, tant dans sa métrique que dans son inspiration.
À partir de 1961, Maurice Courant publie ses poèmes en recueils, dont certains feront l’objet d’éditions bibliophiliques illustrées. Créant dans la solitude, Maurice Courant a pourtant noué des amitiés solides avec d’autres artistes : Albert Decaris, graveur, Jean Thomas, poète et peintre. Son œuvre doit beaucoup à des rencontres spirituelles marquantes : avec Gustave Thibon, avec Joseph Gelineau, avec Louis Chaigne, etc.
On retrouve dans son œuvre d’inspiration lyrique et mystique trois thèmes essentiels : la recherche de Dieu et de l’absolu, la méditation devant la nature, et l'amour de son épouse et muse, Gine.
L’œuvre poétique de Maurice Courant a été récompensée par plusieurs prix :
- Prix de la Maison de la poésie (3 fois, dont en 1981)
- Grand Prix des poètes français (1984)
- Grand Prix international de poésie (1988)
- Prix des poètes classiques
- L'Académie française lui décerne le prix Juliette-de-Wils en 1966, le prix Henry-Jousselin en 1974, le prix Bonardi en 1981, le prix Capuran en 1987 et le prix Heredia en 1992.

Les poèmes de Maurice Courant ont été lus dans plusieurs festivals. Le pianiste Eric Heidsieck a mis en musique pour piano et voix une suite de poèmes, les Quatre éléments (1992).